# Darel Carrier
James Darel Carrier (ur. 26 października 1940 w Warren County) – amerykański koszykarz, występujący na pozycji obrońcy, uczestnik spotkań gwiazd ligi ABA, zaliczony do składu najlepszych zawodników w historii American Basketball Association.

## Osiągnięcia
College
- Uczelnia zastrzegła należący do niego numer 35[2]

AAU
- 2-krotny finalista AAU (1966-67)[3]
- Zaliczany do składu AAU All-American

ABA
- Finalista ABA (1971)[4]
- 3-krotny uczestnik meczu gwiazd ABA (1968–1970)[5][6]
- Lider ABA:
  - w skuteczności:
    - rzutów za 3 punkty (1969, 1970)[7][8]
    - skuteczności rzutów wolnych (1970)[8]

  - play-off w skuteczności rzutów za 3 punkty (1969)[9]
  - wszech czasów ABA w skuteczności rzutów za 3 punkty (37,7%)[10]
- Zaliczony do składu najlepszych zawodników w historii ligi ABA (ABA's All-Time Team - 1997)[1]

Reprezentacja
- Mistrz igrzysk panamerykańskich (1967)[11]
- Uczestnik mistrzostw świata (1967 - 4. miejsce)[12]